# Blapsilon scutellare
Blapsilon scutellare är en skalbaggsart som beskrevs av Fauvel 1906. Blapsilon scutellare ingår i släktet Blapsilon och familjen långhorningar. Inga underarter finns listade.